# Antoine Tamestit
Antoine Tamestit (* 11. Juli 1979 in Paris) ist ein französischer Bratschist.

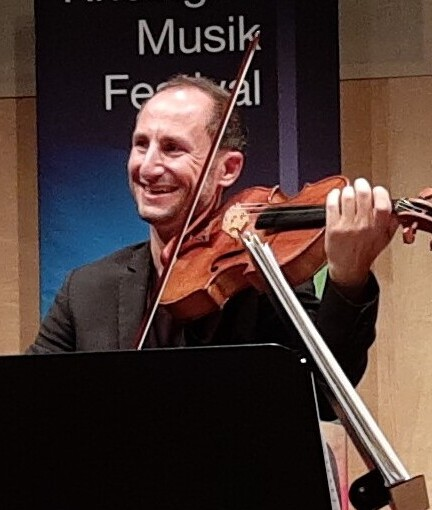
Tamestit (2023)

## Leben und Wirken
Antoine Tamestit, Sohn des Geigenlehrers und Komponisten Gérard Tamestit, erhielt ersten Violinunterricht ab dem fünften Lebensjahr. Mit neun Jahren entschied er sich für das Erlernen der Bratsche. Er studierte am Pariser Konservatorium  bei Jean Sulem (* 1959),  danach war er Schüler von Jesse Levine an der Yale University und beim Tokyo String Quartet, bevor er seine Studien bei Tabea Zimmermann in Berlin fortsetzte.
Bei internationalen Wettbewerben erhielt er zahlreiche Preise, wie 2000 den ersten Preis beim Concours international d’alto Maurice Vieux, 2001 ebenfalls erste Preise beim Concours international  William Primrose, 2003 bei den Young Concert Artists International Auditions in New York, 2004 beim Internationalen Musikwettbewerb der ARD. Bei der BBC erhielt er die Auszeichnung New Generation Artist, jeweils für die Konzertsaison 2005–2006 und 2006–2007. 2007 erhielt er die französische Auszeichnung „Bester junger Instrumentalsolist des Jahres“ bei den „Victoires de la musique classique“, 2008 den Förderpreis zum Bremer Musikfest-Preis.
Seit 2005 hatte Antoine Tamestit zahlreiche Auftritte mit internationalen Orchestern in den Konzertmetropolen, vor allem Europas. Von der Saison 2009/10 bis 2011/12 war Antoine Tamestit Künstler der Reihe „Junge Wilde“ am Konzerthaus Dortmund. Er spielte die Uraufführungen mehrerer Bratschenkonzerte, so das Bratschenkonzert von Olga Neuwirth, und mit Tabea Zimmermann das Doppelkonzert für zwei Bratschen von Bruno Mantovani. Jörg Widmann komponierte für ihn ein Bratschenkonzert, das 2015 zur Aufführung gelangte. Sofia Gubaidulina richtete ihr 1996 komponiertes Bratschenkonzert für Tamestit neu ein.
Zu seinen Konzertpartnern zählen neben zahlreichen anderen Tabea Zimmermann, die Brüder Gautier und Renaud Capuçon, Gidon Kremer, Mischa Maisky oder Jean-Guihen Queyras. Tamestit ist festes Mitglied in dem 2007 von Frank Peter Zimmermann gegründeten Trio Zimmermann.
Im Oktober 2007 wurde Antoine Tamestit Professor für Bratsche an der Hochschule für Musik und Tanz Köln berufen, wo er bis zum Sommersemester 2013 tätig war. Seit Oktober 2013 lehrt er am Pariser Konservatorium.
Antoine Tamestit spielt eine Bratsche von Étienne Vatelot (1925–2013) und seit 2008 die Stradivari „Gustav Mahler“ von 1672, die ihm die Stradivari-Stiftung Habisreutinger zur Verfügung stellte.

## Diskografie (Auswahl)
- 2004: George Benjamin, Viola, Viola mit Tabea Zimmermann  (Nimbus)
- 2007: Bach und Ligeti, Chaconne (Ambroisie)
- 2007: Alfred Schnittke Bratschenkonzert (1985), (Ambroisie)
- 2010: Franz Schubert Sonate Arpeggione & Lieder, mit Markus Hadulla und Sandrine Piau,  (Naive)
- 2011: Bruno Mantovani Konzert für 2 Bratschen und Orchester mit Tabea Zimmermann (aeon)